# 水越武
水越 武（みずこし たけし、1938年5月1日 - ）は、愛知県豊橋市出身で北海道川上郡弟子屈町在住の写真家。
愛知県立時習館高等学校を1957年に卒業。1958年東京農業大学林学科を中退した後、田淵行男に師事、26歳の時から写真を始める。
1971年に独立。フリーフォトグラファーとして、山岳を中心とした自然写真などが評価される、国際的山岳写真家である。

## 受賞歴
- 1977年 全国カレンダー展　通商産業大臣賞
- 1991年 平成3年度日本写真協会年度賞　写真集「日本の原生林」
- 1994年 講談社出版文化賞写真賞　写真集「HIMALAYA」及び「ボルネオ」(クォーク)
- 1999年 第18回土門拳賞　写真集「森林列島」
- 2008年 平成20年度芸術選奨文部科学大臣賞
- 2011年 平成23年度弟子屈町文化賞[1]
- 2013年 平成25年度北海道文化賞
- 2020年 令和2年北海道功労賞[2]

## 写真集
- 「槍・穂高」 1975年 山と溪谷社
- 「白馬岳」 1976年 山と溪谷社
- 「山の輪舞」 1983年 山と溪谷社
- 「穂高 光と風」1986年 グラフィック社
- 「日本アルプスの花」 1986年 講談社
- 「森林限界」 1986年 山と溪谷社
- 「水越武写真集 日本の原生林」（文・中尾佐助） 1990年 岩波書店
- 「雷鳥 日本アルプスに生きる」 1991年 平凡社
- 「ブナ VIRGIN FOREST」 1991年 講談社
- 「森物語」（文・高田宏） 1991年 世界文化社
- 「山からの贈り物」 (文・太田愛人) 1991年 講談社
- 「夜明け」 1992年 丸善
- 「HIMALAYA」 1993年 講談社
- 「森の色 春から夏」 1994年 朝日新聞社
- 「熱帯雨林 BORNEO」 1995年 講談社
- 「水物語」（文・高田宏） 1995年 DHC出版
- 「森への旅」 1996年 小学館
- 「カムイの森」 1996年 北海道新聞社
- 「水越武写真集 森林列島」(小野有五 解説) 1998年 岩波書店
- 「水越武写真集 熱帯雨林」 2001年 岩波書店
- 「天然の蘭」 2002年 小学館
- 「世界遺産屋久島 多様性の回廊」2003年 講談社
- 「知床 残された原始」2008年 岩波書店
- 「わたしの山の博物誌」2009年 新潮社
- 「熱帯の氷河」2009年 山と渓谷社
- 「月に吠えるオオカミ―写真をめぐるエセー」2013年 岩波書店
- 「真昼の星への旅」2015年  新潮社
- 「カラー版 最後の辺境―極北の森林、アフリカの氷河」2017年 中央公論新社
- 「日本アルプスのライチョウ」2020年 新潮社
- 「オオカミが見た北海道」2022年 北海道新聞社[3]

## 写真展
- 1971年 「穂高」 銀座ニコンサロン
- 1973年 「山で出会った動物たち」 フジフォトサロン
- 1981年 「NATURE IN MY MIND」 プラハ、チェコスロバキア
- 1982年 「NATURE IN MY MIND」 アムステルダム、オランダ
- 1983年 「山の輪舞」 銀座ニコンサロン  高山市民文化会館
- 1986年 「穂高の光と風の中で」 銀座ニコンサロン  フォトキナ(ドイツ・ケルン)出品
- 1988年 「森林限界」 ペンタックスフォーラム
- 1991年
  - 「原生林」 キャノンサロン
  - 「ブナ VIRGIN FOREST」 吉祥寺、松本、大分、札幌、津田沼PARCO
- 1992年
  - 「日本の原生林」 ドイツ・ライカ本社
  - 「日本の原生林」 シーベルフォトセンター
- 1993年
  - 「天のかおり」 ペンタックスフォーラム
  - 「水越武写真展」 豊橋市美術博物館
  - 「自然へのまなざし」 豊田市民文化会館
- 1994年
  - 「日本の原生林」 大町山岳博物館（長野県）
  - 「ヒマラヤ」 銀座ニコンサロン
  - 「ボルネオ熱帯雨林」 コダックフォトサロン
- 1995年 「熱帯雨林ボルネオ」 板橋区立熱帯環境植物館
- 1996年
  - 「森への旅」 ペンタックスフォーラム
  - 「熱帯雨林展」 県立山口博物館
- 1997年 「森の写真展」 紋別市オホーツク・スカイタワー
- 1999年
  - IMPRESSIONS OF A JOURNEY: FOUR FOREIGN PHOTOGRAPHERS IN TURIN’S VALLEYS イタリア国立トリノ山岳博物館
  - 「森林列島」 銀座・大阪ニコンサロン
  - 「森林列島」 土門拳記念館
- 2000年
  - 「私の穂高」 JCIIフォトサロン
  - 「温帯雨林-危機に瀕する原生林」 ペンタックスフォーラム
  - 「温帯雨林-危機に瀕する原生林」 地球環境パートナーシッププラザ
  - 「千年物語、森は語る」 板橋区立エコポリスセンター
  - 「今、地球を歩く」 豊田市美術館
- 2001年
  - 「森林列島 生態系から見た日本」 青梅市立美術館
  - 「穂高の風」 長野県豊科町・田淵行男記念館
  - 「イタリア北部の山村」 アイデムフォトギャラリー・シリウス
- 2002年
  - 「穂高の風」 新宿・大阪ニコンサロン
  - 「熱帯雨林」 穂高岳山荘
  - 「ヒマラヤ」 JCIIフォトサロン
  - 「天然の蘭」 北鎌倉ワイツギャラリー
  - 「天然の蘭」 豊橋駅ビル・カルミア
- 2003年
  - 「天然の蘭-熱帯雨林に咲く」 愛知県東郷町・ぶなの木
  - 「水の地球 森の列島」 京阪デパート/ギャラリー・オブ・アーツ・アンド・サイエンス
- 2003年 - 2004年 HIMALAYA BIANCO E NERO- LA LUCE DELLE GRANDI MONTAGNE イタリア国立トリノ山岳博物館
- 2004年
  - PHENOMENON OF BAIKAL 中国・北京 プレスセンター
  - PHENOMENON OF BAIKAL 中国・蘇州 中央図書館
  - 「生命のゆりかご 熱帯雨林」 銀座・大阪ニコンサロン
  - 「HIMALAYA BIANCO E NERO」 Whyte Museum of the Canadian Rockies, Banff, Canada
- 2005年
  - 「熱帯雨林」 松本市 ギャラリー・イマージュ
  - 「森への旅」 北海道・鷹栖町 北成写真交流館
  - PHENOMENON OF BAIKAL モスクワ近代美術館
- 2006年 「大地への想い」 豊橋市美術博物館　北海道立釧路芸術館
- 2007年 「大地への想い」 東京都写真美術館　札幌市写真ライブラリー
- 2008年 「知床 残された原始」エプサイト 青梅市美術館
- 2009年 「水越武の山の世界　穂高・ヒマラヤ」　伊勢現代美術館
- 2022年
  - 「アイヌモシリーオオカミが徘徊した蝦夷地」[2]
  - 「『アイヌモシリ～オオカミが見た北海道』刊行記念」[3]